# LE-20
La LE-20, o segunda Circunvalación de León, o en su tramo oriental Ronda Este, es una carretera de doble calzada que permite descongestionar el tráfico pesado de camiones y de vehículos del centro de León, además de comunicar la zona industrial de Trobajo del Camino y la localidad de La Virgen del Camino con la capital leonesa.  
Se inauguró en la década de los 90. El tramo conocido como Ronda Este se inauguró en el año 1992. La ronda tiene cruces de circulación a nivel regulados por semáforos. Actualmente se está llevando a cabo una reforma que pretende el soterramiento de los cruces peligrosos como el de Hospitales y La Granja. El límite de velocidad está estipulado en 80 y 70 km/h en los tramos interurbanos, a 50 km/h en los urbanos y a 30 km/h en la avenida Fernández Ladreda debido a que es considerado un tramo urbano peligroso.

## Tramo Ronda Este

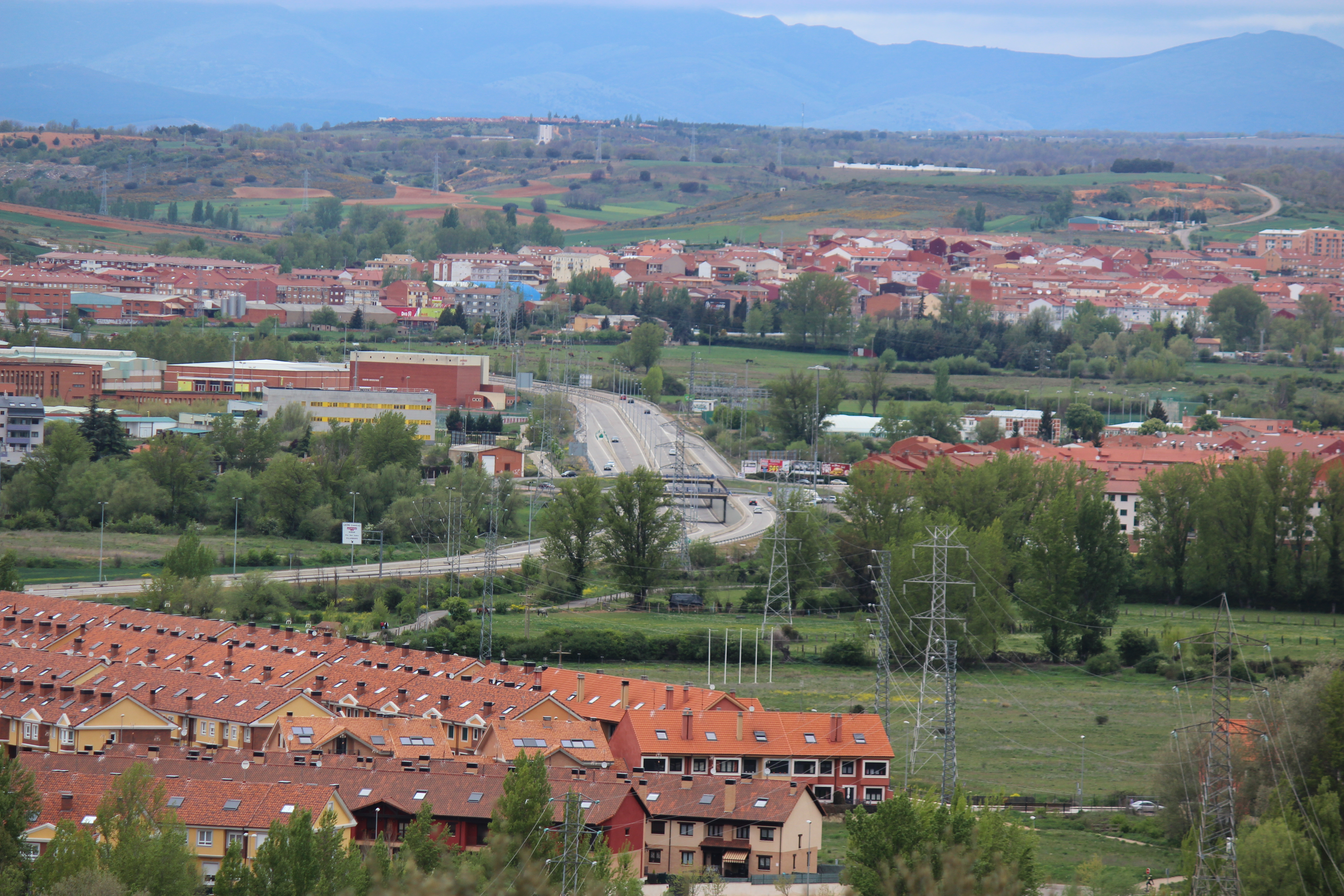
La LE-20 a la altura del cruce de Villaobispo de las Regueras vista desde el parque de La Candamia

Es un tramo de 6,3 km de doble calzada que discurre desde la N-630 (Carretera de Asturias) hasta la rotonda del Carrefour donde conecta con la N-601 y con el tramo urbano de la circunvalación. Consta de cuatro enlaces, un primero con el Complejo hospitalario de León, un segundo con la avenida de Mariano Andrés, un tercer enlace con la localidad de Villaobispo de las Regueras y la universidad de León, y un último cuarto enlace con el Parque de La Granja y con la zona de La Candamia.

### Enlace con LE-30
La LE-20 se conecta con la LE-30 compartiendo el itinerario con la N-601, desde la rotonda del Carrefour y el enlace con la avenida Fernández Ladreda hacia el sudeste. Este tramo tiene unos 2 kilómetros de longitud y primigeniamente recibió la denominación de LE-12.

## Tramos antiguos
Son viales completamente urbanos que se disponen en el sureste la ciudad de León. Estos son la Avenida Fernández Ladreda y la rotonda de la Plaza de Toros. En total suman 1,2 kilómetros de longitud desde el final del anterior tramo.

## Tramo de Michaisa
Este tramo concentra las principales estructuras de la circunvalación, contando con dos puentes de 150 y 100 metros que cruzan el río Bernesga y la línea de ferrocarril Palencia-La Coruña respectívamente. Después de este enlace se sitúa el cruce de Michaisa, un importante enlace que fue soterrado en el año 2010. En este enlace se cruzan la N-630 (Carretera de Zamora), la avenida Doctor Fléming y la circunvalación.

## Tramo de Oteruelo de la Valdoncina
Este tramo cuenta con dos enlaces, un primero con el Parque Tecnológico de León y Trobajo del Camino, y un segundo con la localidad de Oteruelo de la Valdoncina. Este tramo finaliza en el cruce de la circunvalación con la avenida Párroco Pablo Díez.

## Tramo de Trobajo del Camino
Es un tramo que comienza en el anterior enlace citado y finaliza en la localidad de la Virgen del Camino, en las cercanías del Santuario de la Virgen del Camino. Este tramo conecta con el polígono industrial de Trobajo del Camino que se dispone alrededor de la circunvalación. También conecta con el aeropuerto de León mediante la avenida de la Aviación.

## Tramo de La Virgen del Camino
Este tramo es el último de la circunvalación, conectando con las localidades de Quintana de Raneros y Fresno del Camino antes de terminar en el enlace con la autopistas AP-66 y AP-71, las autovías A-66 y LE-30, y con la carretera N-120.

## Tramos
| Denominación | Tramo                                                                                    | Kilómetros | Año servicio |
| ------------ | ---------------------------------------------------------------------------------------- | ---------- | ------------ |
| LE-20        | Ronda Este de León Tramo: León Barrio de la Inmaculada N-630 - León Avenida Europa N-601 | 5,5        | 1992         |
| LE-20        | León Avenida Europa N-601 - León Barrio Puente Castro LE-30                              | 2          | 1985         |

## Salidas

### Tramo Ronda Este
| Velocidad | Esquema | Salida | Sentido Astorga (ascendente)                                        | Sentido Oviedo (descendente)                                        | Carretera que enlaza | Notas |
| --------- | ------- | ------ | ------------------------------------------------------------------- | ------------------------------------------------------------------- | -------------------- | ----- |
|           |         | 1      | Hospital de León                                                    | Hospital de León                                                    |                      |       |
|           |         | 2      | Matallana de Torío Villaquilambre León (centro)                     | Matallana de Torío Villaquilambre León (centro)                     | LE-311               |       |
|           |         | 3      | León (centro) Universidad de León Boñar Villaobispo de las Regueras | León (centro) Universidad de León Boñar Villaobispo de las Regueras | N-621                |       |
|           |         | 4      | León (centro) Centro comercial Calle Paradaseca Calle el vago       | León (centro) Centro comercial Calle Paradaseca Calle el vago       | LE-5508              |       |
|           |         |        | LE-30 Todas Direcciones N-601 Valladolid León (centro)              | LE-30 Todas Direcciones N-601 Valladolid León (centro)              | N-601                |       |
|           |         |        | Entrada a León Avenida Fernández Ladreda                            |                                                                     |                      |       |